# Chirbat asz-Szijab (Damaszek)
Chirbat asz-Szijab – wieś w Syrii, w muhafazie Damaszek. W 2004 roku liczyła 789 mieszkańców.